# Клод-Карломан де Рюльєр
Клод-Карломан де Рюльєр (фр. Claude Carloman de Rulhière, 12 червня 1735 — 30 січня 1791) — французький поет, письменник та історик, член Французької академії. 

## Біографія
Син шляхтича та чиновника. Закінчивши Ліцей Людовика Великого, він вступив до армії. У 1758–59 роках він служив ад'ютантом маршала Луї-Франсуа Арманда, герцога Рішельє та Бордо. Призначений секретарем французького депутата в Російській імперії, він вирушив до Петербурга в свою компанію, де в 1762 році став свідком перевороту, який скинув Петра III і підняв Катерину II до влади. У 1768 році він завершив першу частину «Історії російської революції 1762 року» — історію цієї революції на основі власних детальних записок. Потім Етьєн-Франсуа де Шуазель доручив йому написати меморіальну історію Польщі молодому наступнику престолу дельфіна Луї, пізніше Людовіку XVI. Він отримав 6,000 ліврів за свою роботу. Під час написання він в основному використовував матеріали, зібрані в архівах Міністерства закордонних справ Франції, стосунки між політиками та мандрівниками, власні уявлення про його роботу з дипломатії, а також дослідження Руссо та Маблі, серед інших польських істориків: Мартіна Кромера, Бернарда Ваповського та Готфріда Ленгніча. У середині 1771 р., Через більш ніж два роки, робота була закінчена, але де Рюльєр додавав її протягом наступних двадцяти років до смерті.
Твір вперше був опублікований у 1807 року в Парижі Пьером Клод Франсуа Дону́. Його публікація стосувалася проголошення Наполеоном Варшавського герцогства. Опублікований у чотирьох томах загальним обсягом понад тисячу сторінок, це було основним джерелом інформації про Польщу для Наполеона та його найближчих соратників. Протягом наступного століття це було найбільш масштабне та всебічне вивчення іноземних мов, присвячене історії Польщі та становищу Речі Посполитої у другій половині XVIII століття.
Рюльєр представив справи Речі Посполитої на широкому міжнародному тлі, презентувавши ситуацію в сусідніх країнах, насамперед у Російській імперії, а також політику західних держав, переважно Франції, щодо Центральної та Східної Європи. Він розцінив 1650–1763 роки як перехідний період, акцентуючи увагу на історичних проблемах, таких як Шведський потоп, правління Яна III Собеського, панування Августа II Сильного, офіційної та секретної дипломатії, і, нарешті, прийнятий протягом усього періоду судового розгляду реформи державного устрою, які закінчилися невдачею. Найбільш детальною була інформація про події 1764 року — обрання Станіслава Августа до 1772 року — першого поділу Польщі.
Рюльєр був другом Жана Жака Руссо і був під впливом роботи цього апологета республіканського режиму Польщі. Він мав тісні контакти з прихильниками адвокатської конфедерації, він особисто дружив з Анджеєм Мокроновським та Михалом Вельхорським(Вієльгорський). Він висловив вдячність ідеям республіканської лібертарної польської знаті і ставився до Речі Посполитої не як до системної дивацтва, а до держави, яка обрала інший шлях розвитку держави від більшості інших країн, здатних до самостійного розвитку. Він вважав Російську імперію втіленням деспотії. Він дуже критично ставився до Станіслава Августа Понятовського та Катерини II, які його підтримували, протиставляючи їм партію «патріоти» на чолі з гетьманом Яном Клеменсом Браницьким. Симпатія Рюльєра до «патріотів» означала, що він єдиний раз у своїй роботі критикував зовнішню політику Франції, звинувачуючи її у поразці адвокатської конфедерації. Представляючи генезис першого поділу Польщі, він вказав на натхнення Пруссії, критикуючи як Фрідріха II, так і царицю Росію — Катерину II та австрійську імператрицю Марію-Терезію — за злочин поділу польської держави.
У 1773 році він завершив другу частину «Історію російської революції у 1762». Агенти Катерини II в Парижі безуспішно намагалися перехопити і знищити твір Рюльєра, що поширювався рукописами.
Важливим історичним твором Рюльєра, опублікованим за його життя, були «Історичні роз’яснення причин відкликання Нантського едикту», опубліковані у двох томах у 1788 році на порозі Французької революції. Робота над обставинами та наслідками скасування Людовика XIV Нантського едикту була зосереджена на відновленні прав французьких громадян на протестантів. Інші твори Рюльєра за його життя розповсюджувалися рукописами та були опубліковані посмертно під час Імперії та Реставрації. Перше повне видання його праці з'явилося у шести томах у 1819 році.
Також у 1773 році він став секретарем брата Людовіка XVI, графа Провансу, Людвіга Станіслава. Решту життя він провів переважно в Парижі посадовцем Міністерства закордонних справ та в паризьких салонах, у 1776 р. Здійснив кількамісячну місію до Пруссії та Австрії. У 1787 році він став членом Французької академії. Він помер на своїй власності в Бонді в січні 1791 р. Тому він більше не був свідком прийняття Конституції від 3 травня, або ще двох наступних розділів Польщі.

## Клод-Карломан де Рюльєр про Коліївщину
У своїй «Історії анархії в Польщі та розчленування цієї Республіки» він повідомляє про гайдамацький рух, діяльність Барської конфедерації, російську окупацію Правобережжя, перший розподіл Польщі, бойові зіткнення між росіянами, козаками, гайдамаками, конфедератами, турками та татарами в Україні. Більшість описаних ним подій він дізнавався від польського угрупування, яке, як і Рюльєр, схиляло свої інтереси до барських конфедератів. Також його повідомляли французькі емісари та агенти, які були у Петербурзі, Відні, Стамбулі та Бахчисараї.
Історик демонструє ситуацію, головним антагоністом якої є Катерина II. На неї він покладає провину за розв’язання великої війни на сході Європи та політичну кризу в Польському королівстві. Також лунають звинувачення щодо організації та підтримки російським урядом гайдамацького повстання. Автор пише, що «дорога перед ними [гайдамаками] була проторена російськими місіонерами, які йшли, повсюди проповідуючи подібного роду євангеліє польським селянам. Вони закликали тих повставати.»
Уряд Катерини II не тільки дав мовчазну згоду на прилучення запорожців до гайдамаків, але навіть підштовхнув їх до цього: «Запорожці, яких боязнь перед росіянами утримувала на їхніх островах, дізналися про ці безпорядки з указів самої імператриці. Вона жалілася в цих указах, що повстання було викликане ненавистю до грецької релігії з метою поєднання євреїв і поляків, щоб вони могли відчути, що й до них ставляться з такою ж ненавистю. Тож запорожці вийшли зі своїх сховиськ під проводом Залізняка (Zelesniak), свого ватажка». Таким чином, історик повністю спростовує тезу Кераліо про непричетність російського уряду до Коліївщини. Разом з цим історик відмічає й інші чинники, які призвели до народного вибуху: зневага поляків до некатоликів, тяжка панщина, здирства євреїв-орендарів.
«О, чи зможу я це писати, і чи не випаде перо в мене з рук?» — так Рюльєр починав розповідь про розправу повстанців над усіма, хто не належав до «грецької релігії». Це й шибениці, на яких висять поляк, єврей і собака, і вбивство дітей і вагітних жінок, і спалення живцем, і колодязі, повні мертвих тіл, і розтоптування кіньми, і нелюдські уроки для гайдамацької молоді щодо різних способів вбивств, і кривава косовиця людей, закопаних в землю до голів, які стинаються при допомозі кіс, «як трава на полі». А ось як описує розправу барських конфедератів над повстанцями: «Їх саджають на палю одразу, як захоплюють, — свідчить автор, — і вони завжди приймають цю жахливу смерть з неймовірною доблестю». Можливо, Рюльєр навмисне опускає ці подробиці, або ж не знає про них.
«Уманська різня», подія, яку не оминув історик. Умань було захоплено внаслідок таємної домовленості «між Залізняком, ватажком запорожців, та іншим, начальником польських козаків». Кількість убитих він обраховує в 16 000 осіб. 
Кількість жертв у періоді Коліївщини Рюльєр відзначає між 50 000 та 200 000 чоловік. 
Історика вразила цинічність Катерини II, яка безпощадно розправилася з її недавнім союзником. Царські генерали спільно з графом Францішеком-Ксаверієм Браницьким в середині літа 1768 р. розпочали форсований наступ в Україні на розрізнені загони гайдамаків. З роботи де Рюльєра випливає, що це також могло бути одним із завдань російської політики, пов'язаної з роздмухуванням Гайдамаччини, щоб потім суттєво обмежити вплив Січі на українські справи. За інформацією історика, росіяни «бажали весь час приборкати це ненависне розбійницьке товариство».
В цілому ставлячись негативно до гайдамаків, котрих він сприймає відчайдушними та зухвалими головорізами, де Рюльєр, втім, з презирством ставиться до беззаконної розправи, вчиненої над ними польськими властями, яким полонені повстанці були видані росіянами. Це варварство жодним чином не красило європейську націю, що претендувала на звання освіченої. Історик зазначає, що, коли бранці були видані Браницькому, «той наказав повісити більшість військових, з яких зберіг лише 800, щоб використовувати для публічних робіт. Половина з цього числа була доставлена у Львів, де коронний трибунал розпочав свій процес, однак з Варшави було отримано наказ припинити допити, спалити всі справи та віддати всіх для страти, не провівши навіть більш-менш повного розгляду. Їх всіх було віддано катам гуртом, без розбору, як худобу».

## Публікації
- Паризький живопис, 1783.
- Історичні роз'яснення причин відкликання Нантського едикту та про стан протестантів у Франції від початку правління Людовіка XIV до наших днів: взяті з різних урядових архівів, Женева, Ф. Дюфарт , 1788, 384 с., 2 частини в 1 вип. (читати онлайн [Архівовано 27 серпня 2019 у Wayback Machine.])[8]
- Граф Вергенн, перша справа Генерального штату, Париж, 1789, 86 p. (читати онлайн [Архівовано 27 серпня 2019 у Wayback Machine.])[9]
- Посмертні твори, 1792 рік.
- Історія, або Анекдоти про російську революцію 1762, 1797 років.
- Історія анархії Польщі та розчленування цієї республіки з подальшими анекдотами про революцію Росії 1762 р., 4 т. 1807.
- Ручні ігри, неопублікований вірш у трьох піснях, 1808.
- Подорож герцога Рішельє від Бордо до Байонни 1759 р., Бордо, Г. Гуно, 1882, 186 с. (читати онлайн)[10]